# 金本明博
金本 明博（かねもと あきひろ、1987年12月5日 - ）は、元プロ野球選手（内野手、投手）。大阪府大東市出身。右投右打。

## 来歴・人物
山形・酒田南高校時代は2年の夏、3年の夏でそれぞれ甲子園に出場し共に3回戦敗退。
2005年高校生ドラフトで中日ドラゴンズに指名され入団。
中日入団時、野手転向を勧められたが金本本人の意向から投手登録となった。その1年目は二軍（ウエスタン・リーグ）で1試合の登板、0回1/3を投げて3失点、防御率81.00という成績だった。
2007年のキャンプ終了後、球団首脳陣からの野手転向の勧告を受諾し、野手として再スタートを切ることとなった。同年シーズン途中、球団がウェイバー公示のうえ育成選手として再契約することを発表したが、後に撤回される（後述）。同年6月28日、正式に登録を投手から内野手へと変更された。
同年10月29日、球団から来季の支配下選手契約を結ばない旨の通告を受けた。球団側は金本を育成選手として再契約することを打診したが、金本がこれを固辞したため現役引退となった。なお、同様に退団する三澤興一と共にシーズン終了後に長野県の昼神温泉で行われたドラゴンズ選手会納会を欠席した。退団選手に思い出を尋ねる「惜別球人」でも「いい思い出はなかった」と語っている。11月30日付で自由契約公示された。引退後は会社員になった。

### シーズン中のウェイバー公示の撤回
- 2007年4月26日、球団は金本の野手転向に伴い今年中の一軍昇格は無理だと判断した事と、もしもの時に備えて70人枠ギリギリの選手枠に空きを作りたいという理由から金本をウェイバー公示し、公示期限の5月3日までに他球団が獲得の意思を示さない場合、育成選手として契約を結び直すことを決めた。しかし、育成選手としての再契約を前提としたウェイバー公示や、支配下選手登録枠に空きを作るためという育成選手枠の利用の仕方に選手会から抗議を受けた。なお、従前よりシーズンオフに支配下登録選手を自由契約とし、即時に育成選手として契約することが行われていたが、これについては選手会は問題としていない。
- 5月1日、セ・リーグは中日球団に対し、ウェイバー公示を取り消す事を通告した。野球協約にはリーグにウェイバー公示を取り消す権利は規定されていないが、セ・リーグの豊蔵一会長は「承知の上」としている。
- 5月7日、中日球団はウェイバー公示の再申請を行ったが、セ・リーグはこれを却下。中日球団はこの決定を不服とし、コミッショナーに提訴する方針である事を発表した。
- 5月11日、中日球団はコミッショナーへの提訴を断念。西川球団社長は「他球団との仲が険悪になり、こちらに不利益になると判断した」とコメントした。これで金本は少なくとも2007年度までは、支配下選手としてプレーする事になった。なお、一部で報じられていた金本への戦力外通告の可能性に関しては「長い目で見ている」とこの時点では否定した。
- 10月29日、球団から来季の支配下選手契約を結ばない旨の通告を受け、育成選手として再契約を結ぶ事を持ちかけられたが金本はそれを拒否、そのまま自由契約となり現役を引退した。

## 詳細情報

### 年度別投手成績
- 一軍公式戦出場なし

### 背番号
- 65 （2006年 - 2007年）